# Spinning Top
Spinning Top – dziewiąty minialbum południowokoreańskiej grupy Got7, wydany 20 maja 2019 roku przez JYP Entertainment i dystrybuowany przez Iriver. Ukazał się w czterech wersjach: trzech fizycznych („Security ver.”, „& ver.” i „Insecurity ver.”) oraz cyfrowej. Płytę promował główny singel „Eclipse”. Pełnym tytułem wydawnictwa jest Spinning Top: Between Security & Insecurity.
Sprzedał się w nakładzie 314 948 egzemplarzy w Korei Południowej (stan na grudzień 2019). Zdobył certyfikat Platinum w kategorii albumów.

## Lista utworów
| CD | CD                                          | CD                                                                   | CD                                                                               | CD                               | CD      |
| Nr | Tytuł utworu                                | Tekst                                                                | Kompozycja                                                                       | Aranżacja                        | Długość |
| -- | ------------------------------------------- | -------------------------------------------------------------------- | -------------------------------------------------------------------------------- | -------------------------------- | ------- |
| 1. | „1°”                                        | Yugyeom, KASS                                                        | NiiHWA, MosPick, Kwon Deok-geun                                                  | MosPick, Kwon Deok-geun          | 3:16    |
| 2. | „Eclipse”                                   | J.Y. Park "The Asiansoul", DEFSOUL, Mirror BOY, D.ham, Munhan Mirror | DEFSOUL, Mirror BOY, D.ham, Munhan Mirror, Daviid, Yosia, NeD, Moon Kim, VENDORS | Mirror BOY, D.ham, Munhan Mirror | 3:30    |
| 3. | „Kkeut” (kor. 끝, ang. The End)             | Jinyoung                                                             | Jinyoung, Distract, Secret Weapon                                                | Secret Weapon                    | 4:05    |
| 4. | „Time Out”                                  | Ars, Noday, Versa Choi                                               | Ars, Noday, Versa Choi                                                           | Versa Choi, Noday                | 3:04    |
| 5. | „Miteojullae” (kor. 믿어줄래, ang. Believe) | BamBam, Tommy Park                                                   | BamBam, FRANTS                                                                   | FRANTS                           | 3:05    |
| 6. | „Page”                                      | DEFSOUL, JOMALXNE, iHwak, Royal Dive                                 | DEFSOUL, iHwak, JOMALXNE, Royal Dive                                             | Royal Dive                       | 3:44    |
| 7. | „Eclipse” (Inst. (CD ONLY))                 |                                                                      | DEFSOUL, Mirror BOY, D.ham, Munhan Mirror, Daviid, Yosia, NeD, Moon Kim, VENDORS | Mirror BOY, D.ham, Munhan Mirror | 3:30    |

## Notowania
| Lista                                   | Pozycja |
| --------------------------------------- | ------- |
| Gaon Weekly Album Chart                 | 1       |
| Gaon Monthly Album Chart                | 1       |
| Five Music (Tajwan)                     | 1       |
| Oricon Weekly Album Chart               | 13      |
| Australian Digital Albums (ARIA Charts) | 32      |
| UK Digital Albums (OCC)                 | 78      |